# Roborovskihamster

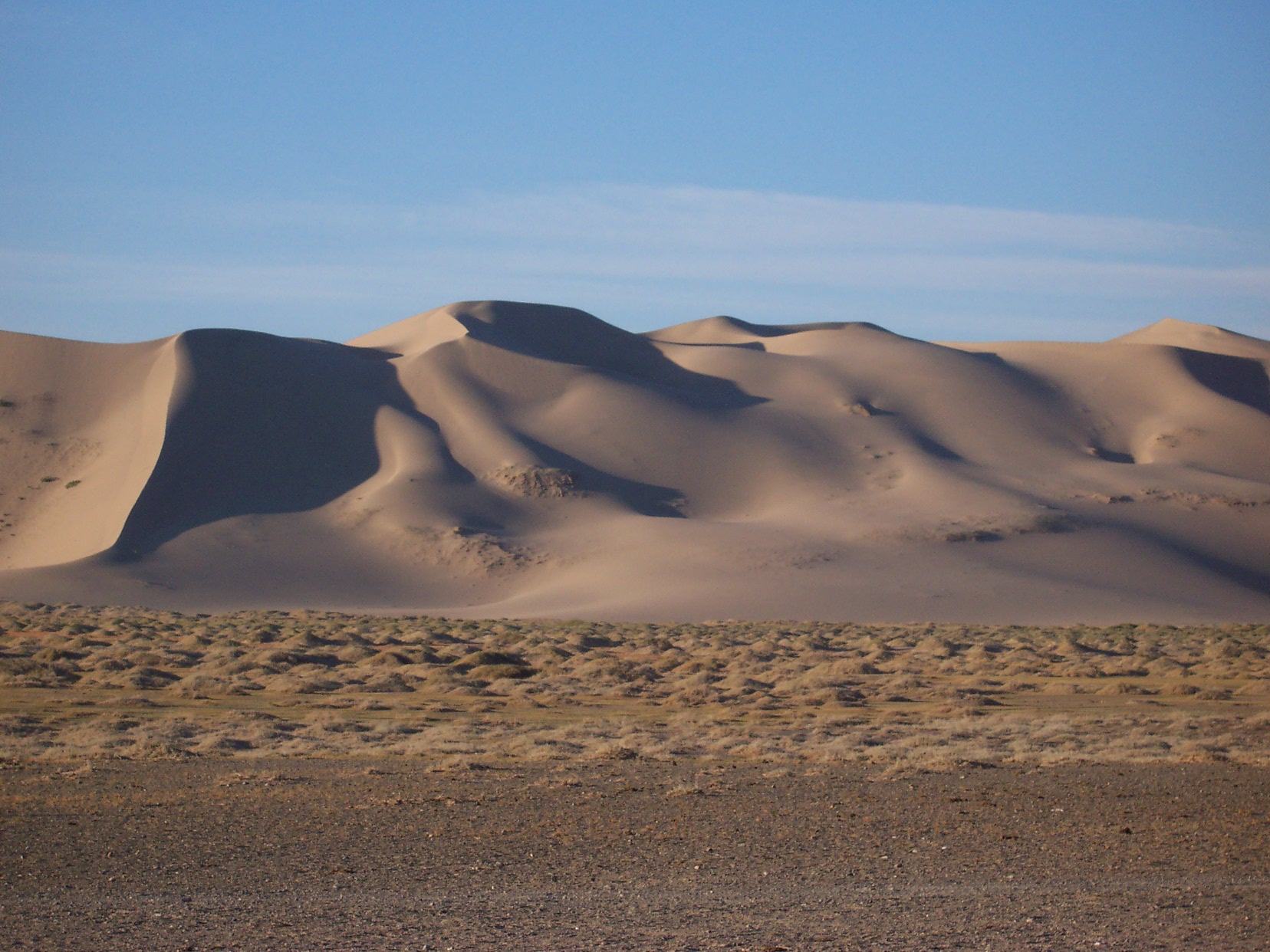
Typiskt habitat för arten.

Roborovskis dvärghamster (Phodopus roborovskii) är en art i släktet Phodopus som tillhör underfamiljen hamstrar. Arten upptäcktes 1894 för vetenskapsvärlden under en expedition under ledning av Roborovski och Kozlov. Tre populationer som tidvis fick artstatus listas i nyare avhandlingar som synonymer (bedfordiae, praedilectus och przewalskii).

## Utseende
Djuret har en längd av 5 till 9 centimeter från nos till svansroten, därtill kommer en 6 till 14 millimeter lång svans. De är sandfärgade på ryggen och större delen av huvudet. På magen och vid nosen är de vita.
Arten har i motsats till Campbells dvärghamster och Phodopus sungorus ingen mörk längsgående strimma på ryggens mitt och den är allmänt mindre än dessa två arter. Håren på ovansidan är ungefär 9 mm långa. Pälsens färg varierar på ryggen mellan ljusbrun, gulbrun, ljusgrå eller lite rosa (främst på sidorna). Kring munnen, på undersidan och på extremiteterna förekommer vit päls. Roborovskis dvärghamster har över varje öga en vit fläck och det finns en ganska tydlig gräns mellan den mörkare pälsen på ovansidan och den vita pälsen på undersidan. Tandformeln är I 1/1 C 0/0 P 0/0 M 3/3, alltså 16 tänder. Hannar och honor har en körtel på bukens centrum och vätskan används för att markera reviret.

## Utbredning och habitat
Roborovskis dvärghamster lever i Centralasiens stora ökenregioner i Kazakstan, norra Kina, Ryssland och Mongoliet. Den fördrar sandiga områden med glest fördelat gräs. Sällan besöker den regioner med lera och en växtlighet av buskar. Arten har bättre förmåga att leva i rörliga sanddyner än Campbells dvärghamster.

## Ekologi
Denna hamster är nattaktiv och den håller ingen vinterdvala. Den gräver underjordiska bon med några tunnlar, 2 eller 3 förrådsrum samt en kammare där den lever. Arten äter främst frön som den med hjälp av sina stora kindpåsar flyttar till boet. Dessutom ingår andra växtdelar och några insekter i födan.
Honor kan ha upp till fyra eller sällan fler kullar per år. Dräktigheten varar cirka 20 dagar och sedan föds 3 till 9 ungar. Ungar som föds under våren kan fortplanta sig under samma år. Vid födelsen väger ungarna bara 1,0 till 2,1 g och deras ögon och öron är sluten med en tunn membran. Däremot har de redan små klor och framtänder. Pälsen växer under ungens första 11 dagar. Ungarna öppnar ögonen efter cirka två veckor och efter ungefär 19 dagar slutar modern med digivning. I motsats till Campbells dvärghamster stannar ungarna i boet tills de får synförmåga. Individer som hölls i fångenskap försökte para sig efter 4,5 månader.
Arten delar sitt utbredningsområde med flera andra gnagare samt med pipharar.

## Som husdjur
Roborovskis dvärghamster är mycket livlig och snabb men hålls trots detta som sällskapsdjur. I fångenskap lever den något över 1,5 år.

## Status
Intensivt bruk av gräsmarker som betesmarker och förändringar av utbredningsområdets vattenflöden är regionala hot. Hela beståndet listas av IUCN som livskraftig (LC).